# Alejandro Agostinelli
Alejandro Agostinelli es un periodista, escritor y productor de televisión argentino.

## Biografía

### Infancia y primera juventud
Hijo de Mirtha Ester Zamudio —psicóloga social y cofundadora de la Escuela de Psicología de Buenos Aires dirigida por Alfredo Moffat— y de Jorge Agostinelli, Alejandro Agostinelli cursó sus estudios primarios en la Escuela Normal N.º 10 Luis M. Cullen y los secundarios en el Colegio Industrial Ingeniero Luis A. Huergo ENET N.º 9.

### Actividad periodística

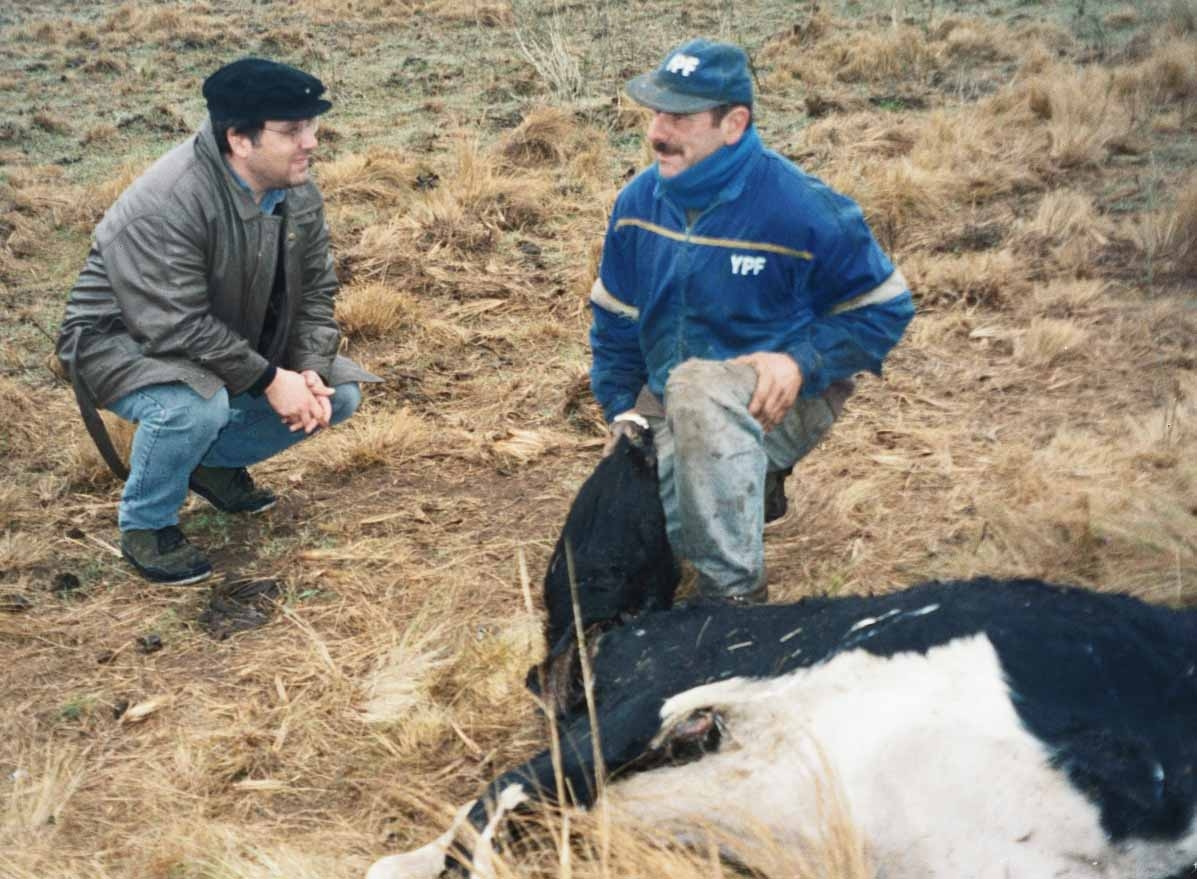
Agostinelli en Anguil, Santa Rosa, La Pampa, durante una entrevista con un productor rural sobre la oleada de "vacas mutiladas" de 2002.

Agostinelli ingresó al mundo del periodismo a partir de una temprana vocación por las heterodoxias científicas, comenzando por su interés por los ovnis. En 1977, junto a un grupo de compañeros del Colegio Luis A. Huergo, formó el Grupo Aficionado a la Investigación de Fenómenos Espaciales (GAIFE), dedicado a estudios de astronomía, astronáutica y ufología, a partir del cual en 1979 confeccionó y distribuyó su primera publicación, el Boletín GAIFE, junto con Adrián Legaspi.
En 1980, con Juan Carlos Zabalgoitía, publicó el boletín del Centro de Estudios de Fenómenos Aéreos No Convencionales (CEFANC), que en su tercer y último número se llamó Fenómenos Aéreos
En 1982 comenzó a colaborar con Guillermo Carlos Roncoroni y Alejandro Enrique Chionetti en la redacción de la revista Ufo Press, editada por la Comisión de Investigaciones Ufológicas (CIU), entidad que representó en la Argentina al Center for UFO Studies (CUFOS) fundado por el Dr. Joseph Allen Hynek, hasta su deceso, en 1986. UFO Press se publicó hasta 1987. En diciembre de 1982, colaboró con Roncoroni en la organización de una multitudinaria presentación del Dr. Hynek en el Centro Cultural General San Martín de la Ciudad de Buenos Aires. Ese mismo año, Agostinelli ingresó en la redacción del diario nacional La Voz. De la Mesa de Noticias pasó a desempeñarse en la sección Internacionales del matutino.
Un año después Agostinelli editó con Aram Aharonian la versión cordobesa de La Voz, que bajo el título de El País dirigía el Dr. Gustavo Roca. También fue redactor de Pueblo de la Nación, hasta que ese diario cerró, en 1985.
En 1991 ingresó en la redacción de Conocer y Saber (luego Conozca Más). Ha colaborado con las revistas Misterios, Enciclopedia Popular Magazine y Gente, y con los diarios La Prensa y Página/12. Ese año fue uno de los impulsores e integró el Comité de Dirección de la Fundación CAIRP (Centro Argentino para la Investigación y Refutación de la Pseudociencia) y escribió en, y asesoró a, la revista El Ojo Escéptico. Luego se desempeñó como productor en Canal 9 y América TV.
Entre 1994 y 1995 fue redactor de las secciones Política e Internacionales del diario La Prensa, siendo corresponsal en la llamada "Triple Frontera" tras el atentado terrorista contra la mutual judía AMIA. También cubrió el Operativo Río I contra el narcotráfico y la guerra entre Perú y Ecuador. En el mismo diario creó y editó la sección En Trance.
En 1998 ingresó en Editorial Perfil como Secretario de Redacción de la revista de divulgación científica Descubrir. Luego integró el Área Coleccionables y Multimedia de Perfil y editó una docena de infomagazines para revistas como Noticias, Semanario y Caras.
Fue Secretario de Redacción desde los inicios en las revistas El cacerolazo (dirigida por Andrés Cascioli), Hombre y NEO. A la vez colaboró con las revistas Rolling Stone y Web! (Argentina), Cuadernos de Ufología, La alternativa racional, Bitniks, Más allá de la Ciencia, Enigmas y Año/Cero (España) y Gatopardo (Colombia). También publicó en las norteamericanas The APRO Bulletin y The Anomalist, la inglesa Flying Saucer Review, las francesas Lumières Dans la Nuit, Phénomena y VSD, la italiana Giornale dei Misteri y la brasileña revista UFO.
Tras su retiro de Editorial Perfil (2007) escribió en las revistas Pensar, publicada por el Center for Inquiry (CFI), El Escéptico, Revista Veintitrés, Newsweek Argentina y Bacanal, entre otras.
Fue creador y editor del sitio web Dios! (2002–2004), editor de Magia Crítica. Crónicas y meditaciones en la sociedad de las creencias ilimitadas (2008–2010), blog que fue parte de la edición digital del diario Crítica de la Argentina, y escribió en el blog Ciencia Bruja (2011–2013), publicado por Yahoo! Argentina y replicado en otros portales de la compañía en el continente. En la actualidad edita el blog Factor 302.4 / Factorelblog.com

### Publicidad y gráfica
En 1985 hizo colaboraciones para la revista infantil "Cosmik" y fundó la agencia de publicidad Apeiron Producciones, que realizó trabajos editoriales para empresas como GESON S.A. y Woodys, fundada por Ernesto Sandler, creador del programa de TV "Utilísima", para quien diseñó junto a Rubén O. Morales el logotipo del medio, adquirido por la cadena Fox en 2013.

### Comunidades y empresas
Desde 2004 administra dos foros virtuales, Chismedia, integrado por periodistas; y el Foro de dios!, donde todavía participan visitantes de Dios! (Dios.com.ar).
Es responsable del área Comunicaciones de GESON S.A., una empresa familiar dedicada a la elaboración, importación y exportación de productos gourmet San Giorgio y Puntocuc.

## Controversias e investigaciones

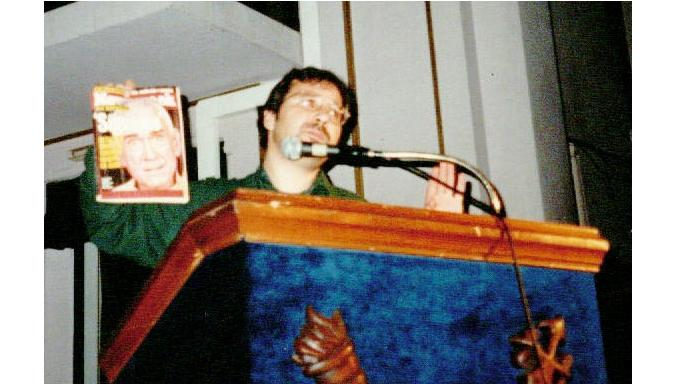
Conferencia en la Universidad de Santiago de Chile (USACH), 1996.

### El enigma del cerroUritorco
En enero de 1986 trascendió el supuesto "aterrizaje de una nave Ovni" en una ladera de las sierras del Pajarillo, cerca de Capilla del Monte, Provincia de Córdoba (Argentina). Agostinelli viajó, tomó medidas, recogió muestras y descubrió que la presunta evidencia del descenso, conocida como "la mancha", no había sido causada "desde arriba" por "un objeto que emitía calor", como se afirmó en una gacetilla oficial, sino que el calor habría trepado desde la base del cerro.
Agostinelli propuso que la misteriosa "mancha" podría haber sido provocada por un simple incendio.

### Las acusaciones contra Valentina de Andrade
En agosto de 1991 Agostinelli publicó en el diario Página/12 "Los invasores", su primer artículo sobre el Lineamiento Universal Superior (L.U.S.), un culto argentino-brasileño liderado por una pareja que proclamaba estar en contacto con extraterrestres. Dos años después, en su artículo "El chasco de las acusaciones contra Valentina de Andrade", Agostinelli realizó una autocrítica por haber adoptado caracterizaciones como "lavado de cerebro" y "secta destructiva" para referirse a la acción de los nuevos grupos religiosos. "Las sectas son más religiosas que peligrosas", escribió en la revista La Maga.

### Ciencia vs. New Age
Entre 1992–1993, la sección Futuro del diario Página/12 reprodujo una polémica donde aparecieron enfrentados representantes de la ciencia a favor y otros en contra de la New Age. La polémica comenzó cuando, en una edición de octubre de 1992, Futuro publicó un capítulo del libro  Strange Weather, del sociólogo de la Universidad de Princeton Andrew Ross. Entre otras cosas, Ross escribió que los grupos escépticos eran "un síntoma de la crisis en la racionalidad científica y el materialismo". En 1996, Ross, siendo editor de la revista Social Text, aprobó un artículo del físico Alan Sokal, que en realidad era una parodia que pretendía develar la falta de rigor de la llamada "filosofía posmoderna". Agostinelli contestó a Ross en su nota "El talismán a transistores", en la que denunció que Ross "elige abrazar los nuevos rostros de la superchería para manifestar su descreimiento de la 'ciencia racionalista'". La controversia ocupó ocho ediciones del suplemento. En el debate participaron Alejandro Piscitelli, Marina Umaschi, Leonardo Moledo, Denise Najmanovich y Alejandro J. Borgo. La polémica continuó en El Ojo Escéptico con artículos de los profesores titulares de la Universidad Nacional de Mar del Plata Celso Aldao y Manuel Comesaña, del profesor adjunto de Física Biológica de la Facultad de Ciencias Médicas de la Universidad Nacional de Cuyo Fernando Saraví, y del asesor en metodología del CAIRP, Lic. Daniel De Cinti.

### Laautopsiade Roswell
En 1995 Agostinelli denuncia como un posible fraude el video de Ray Santilli sobre la supuesta autopsia de un extraterrestre proveniente del incidente ovni de Roswell. Agostinelli convocó para el diario La Prensa a Diego Licenblat, un experto en efectos especiales, para explicar cómo habían podido realizar el muñeco y facilitó la idea al programa "Memoria", que realizó una réplica para exponer cuán sencillo, rápido y barato era montar la falsa autopsia.

### Sai Baba, ¿un dios pecador?
En 2001–2002, Agostinelli produjo para Zona de Investigación (Azul TV, Argentina) varios informes controvertidos, destacándose entre ellos el que abordó las acusaciones por abuso sexual contra el gurú indio Sathya Sai Baba. El programa, dividido en dos informes emitidos los días 5 y 12 de agosto de 2001 bajo el título "¿Un dios pecador?", fue una producción internacional que recogió testimonios hasta entonces ignorados en la Argentina de ex seguidores de Sai Baba, como el joven iraní-norteamericano Said Korramshahgol, el actor y empresario sueco Conny Larsson, la estadounidense Sharon Purcell, la empresaria de modas Mónica Socolovsky, el psicólogo Daniel Coifman y otros. El ciclo presenta el relato de las experiencia de ex devotos (algunos de los cuales aún simpatizaban con Baba, como Coifman y Socolovsky) y los contraargumentos de devotos, como diferentes líderes argentinos de la Organización Sai Baba. También aportó descubrimientos propios.

## Producciones en TV y bibliografía

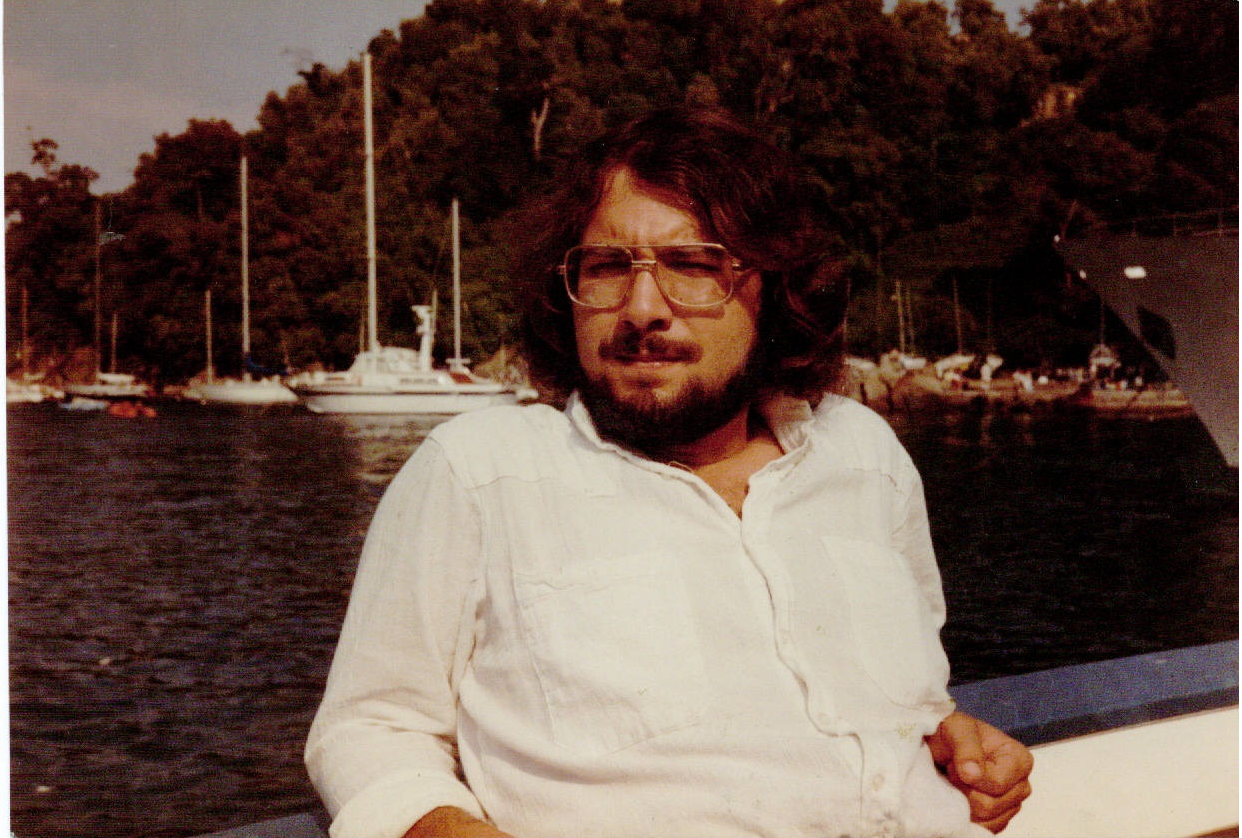

### Televisión
Agostinelli colaboró en 1995 en la producción de "Secretos revelados", ciclo documental conducido por Dardo Ferrari y emitido por Argentina Televisora Color (ATC). Al año siguiente, fue productor del equipo de investigación de "Nuevediario" liderado por Julio Bertolotti y Rubén Oliva, en Canal 9. En 1997–98 integró el equipo de producción de los programas "Frente a Frente", conducido por Alejandro Rial; y "Por quererte tanto", conducido por Patricia Miccio, ambos de América TV. En 2000–2001 fue productor de Zona de Investigación, ciclo periodístico conducido por Cristina Pérez y Néstor Machiavelli. En 2008–2010 fue productor, asesor y guionista de "Incoming", noticiero de ciencia y tecnología emitido por el canal Infinito. En 2011 se desempeñó como consultor en el ciclo de documentales "Profecías", emitido por el National Geographic Channel (Snap, 2011). Luego, en 2012, fue asesor de TV en el ciclo de documentales "Los elegidos", emitido también por el National Geographic Channel (Nippur Media, 2012).

### Monografías
- Coautor con Heriberto Janosch de la Guía de Procedimientos para Recopilar Datos de Experiencias Ovni (CIU, 1988).[31]
- La más completa historia del fenómeno ovni (Colección Conocer y Saber, Ed. Atlántida, 1991).
- El libro secreto de los ovnis (revelaciones de los casos que investigó la USAF), separata en Conocer y Saber N.º 34 (Ed. Atlántida, Buenos Aires, 1991).
- El caso belga. OVNIS: la historia más apasionante de este siglo, separata en Conocer y Saber (Ed. Atlántida, Buenos Aires, 1991).
- Coautor con otros miembros del Diccionario Temático de Ufología (Fundación Anomalía, 1997, 2000).[32]
- Coautor con Alejandro Turek de Terapias Alternativas en el Paciente con Cáncer (pp. 865–879), en "Introducción a la Oncología Clínica", Adrián Huñiz, Daniel E. Alonso y Daniel E. Gómez (compiladores). Universidad Nacional de Quilmes (2008).[33]

### Biografías
- Fabio Zerpa, en Colección "200 Argentinos", Revista Veintitrés, 2010[34]
- José Ingenieros, en Colección "200 Argentinos", Revista Veintitrés, 2010[35]
- Deodoro Roca, en Colección "200 Argentinos", Revista Veintitrés, 2010[36]
- Mario Bunge, en Colección "200 Argentinos", Revista Veintitrés, 2010[37]

### Libro
En 2009, Editorial Sudamericana publicó el primer libro de Agostinelli, titulado Invasores. Historias reales de extratrerrestres en la Argentina.
En Invasores..., Agostinelli describe, entre otros casos, la vida del contactado Eustaquio Zagorski, traductor del Martín Fierro a un lenguaje extraterrestre a instancias de un militar y un sacerdote, ambos aficionados a la ufología, a mediados de los años sesenta; va al encuentro de la biografía de los hermanos Jorge y Napy Duclout (hombre de la ciencia uno; hombre del cine, el otro), los espiritistas argentinos que contactaron a un "ingeniero de talento" que les informó sobre la vida en Ganímedes, el mayor satélite de Júpiter. En 1952, durante esos diálogos "en trance" con el espíritu, Napy recibe la inspiración que le permite crear la primera película en Argentina en 3D.
En sus páginas, refiere las aventuras del contactado Francisco García, quien en 1973 anunció el acuatizaje en la Laguna de Chascomús de cincuenta naves de Marte, visión ratificada por Normando Anuar Busefi, hombre-contacto que al tiempo reaparece convertido en la encarnación de Jesús de Nazaret. También traza un perfil del gurú platillista argentino Pedro Romaniuk y revisa el rumor disfrazado de noticia de 1968 según el cual un tal "matrimonio Vidal" fue teleportado de Chascomús a México.
Asimismo, reconstruye el caso Peccinetti-Villegas, el supuesto encuentro de dos empleados del casino de Mendoza con una nave de la que descendieron cinco humanoides con una pantalla, a través de la cual exhibieron escenas apocalípticas. Estos seres luego pincharon sus dedos y estropearon la pintura del vehículo donde iban, un Chevrolet modelo 1934, dejando una "inscripción interplanetaria" sobre la puerta y estribos. Agostinelli consigue entrevistar a ambos protagonistas, quienes no habían vuelto a hablar de su experiencia desde 1968.
En otro capítulo, cuenta el caso del paisano que hizo una parrillada con carne de vaca mutilada y recibió sorprendentes superpoderes y propone su propia tesis, basada en la psicología y la sociología del rumor, para explicar la presunta oleada de mutilación de animales sucedida en la Argentina en 2002. También recoge el testimonio de don Raúl Dorado, un productor rural de Jacinto Aráuz, La Pampa, a quien un ovni le abdujo su teléfono celular, y el de otras personas relacionadas con la experiencia.
Invasores también aborda la vida secreta del Comandante Clomro, un platense que aseguró haber sido incorporado por la energía de un extraterrestre. La primera parte es la historia de un pobre alienígena incomprendido; la segunda, la de un hombre arrepentido, que revela su identidad y los motivos que le guiaron para crear el personaje.
También cuenta la biografía de Silvia Pérez Simondini, fundadora del Museo Ovni de Victoria (Entre Ríos), una mujer que abandonó una vida burguesa para descifrar los misterios del cielo, con quien vive su propio encuentro cercano con extrañas luces en la cima del cerro La Matanza.
En el último capítulo describe la increíble historia de Martha Green, la viuda de un militar enrolado en la resistencia peronista, quien tuvo desde mediados de los años cincuenta un romance secreto con un visitante del espacio exterior. Significativamente, al regresar de Ozonis, nombre del planeta de origen de su novio interestelar, Martha ve desde la escotilla de la nave el edificio Kavanagh, sobre cuya terraza, dos años antes, una estudiante de arte casi homónima, Marta Green, vio una luz no identificada, los platos voladores de Ganímedes vaticinados por los hermanos Duclout.